# Puya weberiana
Puya weberiana là một loài thực vật có hoa trong họ Bromeliaceae. Loài này được E.Morren ex Mez miêu tả khoa học đầu tiên năm 1896.